# Please Please Please
Please Please Please is een nummer van de Amerikaanse zangeres Sabrina Carpenter uit 2024. Het is de tweede single van haar zesde studioalbum Short n' Sweet.

## Achtergrondinformatie
"Please Please Please" heeft een rustiger en dromeriger geluid dan voorganger Espresso. Het nummer opent met jaren '80-synths en een countrygitaar. De tekst gaat over iemand liefhebben die niet altijd de juiste beslissingen neemt, en de complexiteit daarvan. Daarnaast smeekt Carpenter haar partner dat hij haar niet voor schut zet en haar ego niet beschadigt. Die partner is volgens de geruchten acteur Barry Keoghan, wat Carpenter lijkt te bevestigen met de regels 'I heard that you’re an actor / So act like a stand-up guy'. Daarnaast speelt Keoghan mee in de bijbehorende videoclip.
Net als de voorganger werd ook "Please Please Please" een gigantische wereldhit, en was het wederom goed voor een aantal nummer 1-noteringen, waaronder in de Amerikaanse Billboard Hot 100. In het Nederlandse taalgebied was het succes iets bescheidener; met een 16e positie in de Nederlandse Top 40, en een 30e positie in de Vlaamse Ultratop 50.

## Tracklijst
Muziekdownload
1. "Please Please Please" - 3:06